# تاتیانا انیسیموا
تاتیانا انیسیموا (روسی: Татья́на Ани́симова؛ زادهٔ ۱۹ اکتبر ۱۹۴۹) ورزشکار دو و میدانی اهل اتحاد جماهیر شوروی سوسیالیستی است.